# Macromitrium stephanodictyon
Macromitrium stephanodictyon là một loài rêu trong họ Orthotrichaceae. Loài này được J. Froehl. mô tả khoa học đầu tiên năm 1962.